# 天主教哥本哈根教區

天主教哥本哈根教區（拉丁語：Dioecesis Hafniae）是羅馬天主教的一個教區，包括丹麥本土，以及其屬地法羅群島和格陵蘭。
座堂位於首都哥本哈根的聖安斯加爾主教座堂。2011年，有36,000名教友，估轄區總人口0.7%。有50個堂區、78名司鐸。現任主教為切斯瓦夫·寇頌。教區為斯堪地那維亞主教團成員。
天主教在宗教改革期間被廢除，直至1868年建立代牧區，1869年降格為監牧區，1892年恢復代牧區。1953年升為教區。